# الحسيني (عائلة فلسطينية)

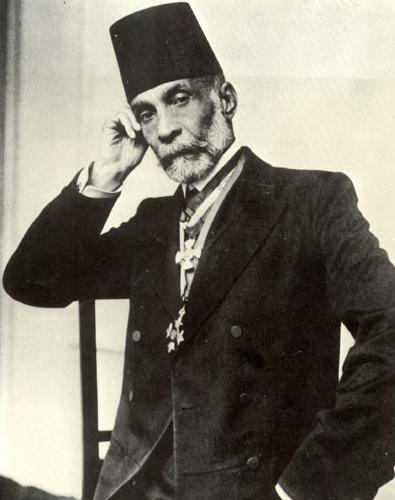
موسى كاظم الحسيني

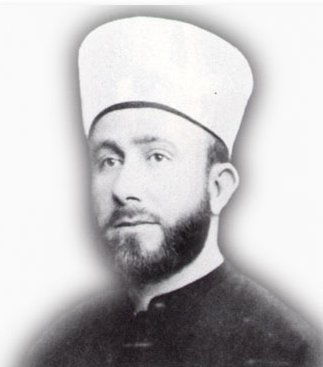
أمين الحسيني

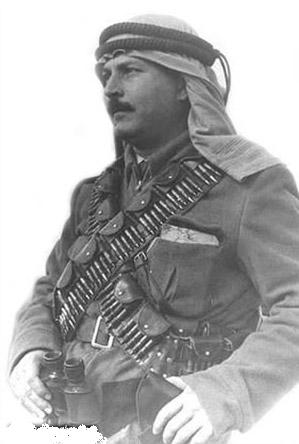
عبد القادر الحسيني

الحسيني عائلة فلسطينية مقدسية شهيرة، وقد أطلق عليها هذا الاسم لانتمائها إلى آل بيت النبي محمد، فهم ينحدرون من نسب الحسين بن علي وينتمون إلى المذهب الحنفي بعكس معظم أهل فلسطين الذين ينتمون إلى المذهب الشافعي. وفي القدس كثير من العائلات التي تنتمي إلى هذا النسب الذي يعتبر تشريفا ومسؤولية على عاتق من انتمى إليه. ومعظم هذه العائلات شكلت بمرحلة من مراحل تاريخ القدس الحديث طليعة أهل بيت المقدس. والحسينيون في القدس تميزوا بالعلم والتجارة والقيادة. شغل عدد من أفرادهم مراكز هامة في فلسطين كان أشهرهم مفتي القدس الحاج أمين وكان رئيسا للمجلس الإسلامي الأعلى وبصورة ما رئيسا وقائدا للشعب الفلسطيني. ومنهم من شغل منصب المحافظ ورئيس البلدية وغيرها من المناصب. وقد شارك عدد منهم في أحداث سياسية بارزة خلال الانتداب البريطاني والثورة الفلسطينية الكبرى وحرب 1948. ساهموا إبان انتهاء الحكم العثماني وبداية الانتداب البريطاني في مقاومة هجرة اليهود إلى فلسطين. وكانوا يرون إقامة كيان فلسطيني مستقل على أرض فلسطين.

## أعلام العائلة
- سليم الحسيني
- موسى كاظم الحسيني
- إسماعيل موسى الحسيني
- عبد القادر الحسيني
- أمين الحسيني
- فيصل الحسيني
- جمال الحسيني